# Gilabert de Próixita

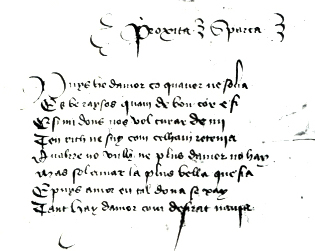
Facsímil de la pág. 26 del Cançoner Vega-Aguiló: "Puys he d’amor ço qu’aver ne solia".

Gilabert de Próixita fue un poeta valenciano del siglo XIV nacido en Valencia que participó en expediciones militares al servicio del rey Juan I de Aragón y de su hermano Martín.
Estuvo implicado en los bandos valencianos y terminó su vida al servicio del papa Benedicto XIII, muriendo en Génova en 1405 . 
Fue el autor de un cancionero en occitano del que se conservan 21 poesías, todas ellas de carácter cortesano y de tema amoroso, y en las que destacan algunas notas de italianismo y novedades métricas como la balada frances.El poeta expresaba en sus obras intimidad, melancolía, delicadeza y finor.
- Datos: Q1773396
- Multimedia: Gilabert de Próixita / Q1773396